# Сухая (приток Ольховки)
Суха́я (укр. Суха) — река в Луганской области Украины, правый приток Ольховки (бассейн Северского Донца). Длина 19,2 км. Площадь водосборного бассейна 85 км². Уклон 6,3 м/км. Ширина долины 1 км. Пойма шириной до 300 м. Русло извилистое, шириной 0,5-3 м, глубиной 1,5 м. Летом на отдельных участках пересыхает. Используется на хозяйственные нужды. На реке сооружено несколько прудов и одно крупное Лутугинское водохранилище. В реке водится сазан и карп.

## География
Берёт начало к юго-западу от села Круглик. Впадает в Ольховку у пгт Георгиевка. Протекает по территории Лутугинского района Луганской области.
Речная система: Сухая → Ольховка → Лугань → Северский Донец → Дон.

### Населённые пункты
На реке расположены следующие населённые пункты:
- с. Круглик
- пос. Лесное
- пгт Георгиевка

Кроме того на территории водосборного бассейна расположены посёлок Ключевое и город Лутугино (частично).